# Nicolae Vasilescu (militar)
 Nicolae Vasilescu (n. 23 ianuarie 1872 – d. secolul al XX-lea) a fost unul dintre locotenent-coloneii Armatei României, care a exercitat comanda unor mari unități și unități militare, pe timp de război, în perioada Primului Război Mondial.
A îndeplinit funcții de locotenent-colonel de brigadă în campaniile din anii 1916-1918.

## Cariera militară
Nicolae Vasilescu a ocupat diferite poziții în cadrul unităților de cavalerie ale Armatei Române, avansând până în anul 1916 la gradul de locotenent-colonel. În perioada Primului Război Mondial a îndeplinit funcțiile de comandant al Brigadei 3 Călărași :p. 547;:p. 626

## Decorații
- Ordinul „Coroana României”
- Medalia Bărbăție și Credință, cu distincția „Campania din Bulgaria 1913”